# 폴란드의 국기

폴란드 국기, 비율 5:8

폴란드의 국기(폴란드어: flaga Polski)는 흰색과 붉은색이 같은 너비의 가로선으로 되어 있다.
중세 시대의 연대기에 따르면 폴란드의 건국자인 레흐(Lech)가 하얀 독수리가 붉은 노을을 띤 하늘을 날고 있는 모습을 보고 깃발로 만들었다고 한다. 18세기부터 폴란드를 상징하는 기로 쓰였으며, 정식 국기로 채택된 것은 1919년이다. 흰색은 환희를, 붉은색은 독립을 상징한다. 인도네시아의 국기, 모나코의 국기와는 색 배치가 반대이다.

## 색상
폴란드의 국기 색상은 다음과 같다.
| 색상 | 하양                  | 빨강                |
| ---- | --------------------- | ------------------- |
| RGB  | 255–255–255 (#FFFFFF) | 220–20–60 (#DC143C) |

## 여러 가지 기

정부기, 상선기
전쟁기, 함미기
함수기
대통령기
국방부 장관기

## 역대 폴란드의 국기

폴란드 입헌왕국의 국기 (1815년 ~ 1867년)
크라쿠프 자유시 국기 (1815년 ~ 1846년)
크라쿠프 대공국의 국기 (1846년 ~ 1918년)
폴란드의 국기 (1919년 ~ 1928년)
정부기, 상선기 (1919년 ~ 1928년)
단치히 자유시의 국기 (1920년  ~ 1939년)
폴란드의 국기 (1928년 ~ 1980년)
폴란드 지하국가의 국기 (1939년-1945년)
정부기, 상선기 (1955년 ~ 1980년)
정부기, 상선기 (1980년 ~ 1990년)

## 같이 보기
- 폴란드공